# Arrondissement de Gersfeld
L'arrondissement de Gersfeld est un arrondissement du district de Cassel dans la province prussienne de Hesse-Nassau de 1867 à 1932. Son prédécesseur de 1862 à 1867 est le bureau de district bavarois de Gersfeld.

## Histoire
Le bureau de district de Gersfeld est formé dans le royaume de Bavière dans le cadre de la réforme administrative de 1862 à partir des districts de tribunal régional (de) d'Hilders (de) et Weyhers (de). Le siège du bureau de district est à Gersfeld, qui appartient aujourd'hui à l'arrondissement de Fulda. Les bureaux de district bavarois sont comparables à un arrondissement en termes de fonction et de taille. Le tribunal de district d'Hilders et le tribunal de district de Weyhers continuent d'exister avec un champ de tâches réduit.
À la suite de la guerre austro-prussienne de 1866, la Bavière doit céder le bureau de district de Gersfeld avec les bureaux de Tann, Hilders et Weyhers à la Prusse. Le bureau de district bavarois de Gersfeld devient l'arrondissement prussien de Gersfeld, qui fait partie de la nouvelle province de Hesse-Nassau.
L'arrondissement de Gersfeld est dissous en 1932 et incorporé à l'arrondissement voisin de Fulda.

## Administrateurs de l'arrondissement
| Nom                        | De   | À    |
| Theodor Schilling (de)     | 1867 | 1871 |
| Ferdinand Ochs (de)        | 1871 | 1879 |
| Georg Keßler (de)          | 1879 | 1883 |
| Gustav Krekeler (de)       | 1883 | 1889 |
| Karl von Marcard (de)      | 1889 | 1900 |
| Karl von Dörnberg (de)     | 1900 | 1913 |
| Georg Nirrnheim (de)       | 1913 | 1914 |
| Bruno von Waldthausen (de) | 1914 | 1917 |
| Georg Nirrnheim            | 1917 | 1920 |
| Heinrich Wiechens (de)     | 1920 | 1932 |

## Évolution de la démographie

### Arrondissement
| Année      | 1871   | 1900   | 1910   | 1925   |
| ---------- | ------ | ------ | ------ | ------ |
| Habitants, | 22 308 | 20 832 | 21.128 | 22.027 |

### Grandes communes
| Commune       | 1871  | 1910  |
| ------------- | ----- | ----- |
| Dalherda      | 722   | 713   |
| Ebersberg     | 651   | 548   |
| Gersfeld      | 1.546 | 1.404 |
| Hettenhausen  | 763   | 760   |
| Hilders       | 1.057 | 1.173 |
| Poppenhausen  | 827   | 722   |
| Schmalnau     | 684   | 669   |
| Simmershausen | 600   | 648   |
| Steinwand     | 658   | 566   |
| Tann          | 1.119 | 1.143 |
| Weyhers       | 619   | 523   |
| Wüstensachsen | 1.086 | 988   |

## Communes
L'arrondissement de Gersfeld comprend 54 communes, dont Gersfeld et Tann ont des droits de ville :
| - Abtsroda - Altenfeld - Altenhof - Batten - Brand - Dalherda - Danzwiesen - Dietges - Dörmbach a.d. Milseburg - Ebersberg - Eckweisbach - Gackenhof - Gersfeld, ville - Gichenbach | - Günthers - Habel - Hettenhausen - Hilders - Hundsbach - Kippelbach - Kleinsassen - Lahrbach - Liebhards - Lütter - Maiersbach - Melperts - Mosbach - Neuschwambach | - Neuswarts - Obernhausen - Poppenhausen - Rengersfeld - Reulbach - Ried - Rodenbach - Rodholz - Rommers - Rupsroth - Sandberg - Schachen - Schlitzenhausen - Schmalnau | - Seiferts - Simmershausen - Steinwand - Stellberg - Stork - Tann, ville - Thaiden - Thalau - Theobaldshof - Weyhers - Wickers - Wüstensachsen |

Jusqu'à sa dissolution dans les années 1920, l'arrondissement de Gersfeld comprend également les districts de domaine de Friedrichshof, Forst Hilders, Forst Poppenhausen et Forst Schmalnau.